# Messor beduinus
Messor beduinus es una especie de hormiga del género Messor, subfamilia Myrmicinae.